# Tympanogaster foveova
Tympanogaster foveova är en skalbaggsart som beskrevs av Perkins 2006. Tympanogaster foveova ingår i släktet Tympanogaster och familjen vattenbrynsbaggar. Inga underarter finns listade i Catalogue of Life.